# Farnadeiros (Orense)
Farnadeiros (llamada oficialmente San Pedro de Farnadeiros) es una parroquia y un lugar del municipio español de Muiños, en la provincia de Orense, Galicia.

## Organización territorial
La parroquia está formada por dos entidades de población:
- Farnadeiros
- Soutelo

## Demografía

### Parroquia
| Gráfica de evolución demográfica de Farnadeiros (parroquia) entre 2000 y 2022 |
|                                                                               |
| Datos según el nomenclátor publicado por el INE.                              |

### Lugar
| Gráfica de evolución demográfica de Farnadeiros (lugar) entre 2000 y 2022 |
|                                                                           |
| Datos según el nomenclátor publicado por el INE.                          |